# Breitbrunn (Unterfranken)
Breitbrunn er en kommune i Landkreis Haßberge i Regierungsbezirk Unterfranken i den tyske delstat Bayern. Den er en del af Verwaltungsgemeinschaft Ebelsbach.

## Geografie
Breitbrunn ligger i Region Main-Rhön i Naturpark Haßberge.
I kommunen ligger ud over Breitbrunn, landsbyerne Hermannsberg, Lußberg, Kottendorf, Edelbrunn, Hasenmühle og bebyggelserne Förstersgrund, Doktorshof, Finkenmühle og Passmühle.